# Gas

Rappresentazione di un sistema gassoso secondo la teoria cinetica dei gas

Un gas è un aeriforme la cui temperatura è superiore alla temperatura critica; di conseguenza, i gas non possono essere liquefatti senza prima essere raffreddati, al contrario dei vapori. Un gas è un fluido che non ha volume proprio (tende a occupare tutto il volume a sua disposizione) e che è facilmente comprimibile.
Nell'uso comune, il termine gas indica spesso lo stato della materia aeriforme. L'esempio più immediato è costituito dall'aria, che è in realtà una miscela, nella quale i gas più abbondanti sono l'azoto e l'ossigeno. Molti gas sono incolori anche se si ricordano tra le eccezioni il cloro (verde paglierino chiaro), lo iodio (porpora) e il diossido di azoto (quest'ultimo un composto, di color marrone).
Inoltre i gas hanno importanza economica fondamentale nell'industria: come esempi ci sono l'ossigeno, usato nell'industria siderurgica per ossidare le impurezze del ferro nella produzione dell'acciaio, e l'azoto per la produzione dell'ammoniaca.

## Etimologia
Il termine, derivato dal greco antico χάος chaos ovvero "massa informe", passando attraverso una contrazione nel francese gaz, fu coniato dal chimico belga Jean Baptiste van Helmont nel 1600.

## Descrizione
Formalmente, un gas è un aeriforme la cui temperatura è superiore alla temperatura critica; gli aeriformi a temperatura inferiore a questa si dicono in stato di vapore. Un gas non è condensabile, cioè non può essere portato allo stato liquido comprimendolo a temperatura costante. Al contrario, un vapore diventa liquido quando è sufficientemente compresso a temperatura costante. Sia nel linguaggio comune sia in quello tecnico, quando non è necessario distinguere fra gli stati di gas e di vapore, si usa gas come sinonimo di aeriforme.
I gas rappresentano lo stato della materia in cui le forze interatomiche e intermolecolari tra le singole particelle di una sostanza sono così piccole che non c'è più un'effettiva coesione tra di esse. Gli atomi o le molecole del gas sono liberi di muoversi assumendo ciascuno una certa velocità: le particelle atomiche o molecolari del gas quindi interagiscono urtandosi continuamente l'un l'altra. Per questo un gas non ha un volume definito ma tende a occupare tutto lo spazio a sua disposizione, e assume la forma del contenitore che lo contiene, riempiendolo. Un altro vincolo che può limitare il volume di un gas è un campo gravitazionale, come nel caso dell'atmosfera terrestre.
Nel linguaggio corrente si dice che una data sostanza "è un gas" quando la sua temperatura di ebollizione è molto al di sotto della temperatura ambiente, cioè quando si trova normalmente allo stato di gas sulla Terra. Per esempio è normale dire che "il metano è un gas mentre il ferro non lo è", sebbene il metano possa benissimo trovarsi allo stato liquido (raffreddato al di sotto di −161 °C, ovvero 112 K) e il ferro allo stato gassoso (riscaldato oltre i 2 750 °C, ovvero 3 023 K). A temperatura ambiente sono 11 gli elementi chimici che si trovano allo stato di gas: oltre ai già citati azoto e ossigeno, hanno rilevanza l'elio, il neon, l'argon (tutti gas nobili) e il radon, anch'esso gas nobile e unico elemento tra quelli naturalmente radioattivi a trovarsi in uno stato non solido.
Un gas può essere approssimato a un gas ideale quando si trova a una temperatura "molto maggiore" della sua temperatura critica, ossia che {\displaystyle T\gg T_{cr}} e convenzionalmente si intende che i due termini devono differire di almeno un ordine di grandezza. Ciò equivale a chiedere che {\displaystyle T>10\cdot T_{cr}}.
La temperatura critica è la temperatura corrispondente al punto di massimo della curva (a forma di campana) liquido-vapore. All'interno della campana, il fluido cambia di fase, all'esterno resta allo stato gassoso qualunque sia la sua pressione. Imponendo che {\displaystyle T\gg T_{cr}}, la curva del liquido-vapore può non essere rappresentata nel diagramma di Andrews (diagramma pressione-volume), non è visibile se si adotta una scala normale.

### Etimologia e storia del terminegas
Il termine gas fu coniato dal chimico fiammingo belga Jean Baptiste van Helmont nel 1630. Sembra derivi, come spiegò Leo Meyer, dalla trascrizione della sua pronuncia della parola greca χάος (chàos), che lui fece diventare geist; ma Weigand e Scheler fecero risalire l'origine etimologica al tedesco gascht (fermentazione): quindi sarebbe, secondo loro, inizialmente usata dal chimico van Helmont per indicare la fermentazione vinosa. Tralasciando l'etimologia, sappiamo per certo che il chimico di Bruxelles van Helmont all'età di 63 anni fu il primo a postulare l'esistenza di sostanze distinte nell'aria che così chiamò nei suoi saggi pubblicati dal figlio Mercurio van Helmont. Pochi anni dopo il chimico irlandese Robert Boyle enunciò che l'aria era costituita da atomi e da vuoto e solo dopo 140 anni le affermazioni di Boyle e di van Helmont si dimostreranno vere.

## I gas perfetti
In fisica e in termodinamica si usa generalmente l'approssimazione detta dei gas perfetti: un gas per essere perfetto o ideale deve sottostare alle cosiddette ipotesi meccaniche della teoria cinetica molecolare:
- le dimensioni delle molecole del gas sono considerate trascurabili rispetto al volume del recipiente; ciò comporta che gli urti molecola-molecola e gli urti tra molecola e pareti del recipiente sono praticamente assenti. Ciò si può riassumere dicendo che il gas è rarefatto;
- il moto delle molecole è dettato dalle leggi della meccanica, ed è casuale: il gas non tende a depositarsi in un punto particolare del recipiente (sul fondo o verso il tappo);
- le molecole vengono considerate indistinguibili;
- gli urti delle molecole con le pareti del recipiente, quando avvengono, sono elastici: l'unico effetto dell'urto è l'inversione della velocità della molecola.

Queste approssimazioni conducono a formulare la legge nota come equazione di stato dei gas perfetti, che descrive, in condizioni di equilibrio termodinamico, la relazione fra pressione, volume e temperatura del gas:
{\displaystyle pV=nRT}
dove p è la pressione, V il volume occupato dal gas, n la quantità di sostanza del gas, R la costante universale dei gas perfetti e T è la temperatura assoluta (in kelvin). Per esempio, una mole di gas perfetto occupa 22,4 litri a temperatura di 0 °C e pressione di 1 atmosfera.
Da questa legge discendono:
- la Legge di Boyle;
- la Prima legge di Gay-Lussac;
- la Seconda legge di Gay-Lussac.

Oltre alle leggi summenzionate, per i gas perfetti vale anche la legge di Avogadro: a pari condizioni di temperatura e pressione, se due gas occupano lo stesso volume hanno la stessa quantità di sostanza.

### Legge isoterma (o legge di Boyle)
La legge isoterma deve il suo nome dalla composizione della parola greca ἴσος, ìsos, «uguale» con la parola ϑερμός, thermòs, «caldo» (qui inteso come «temperatura»).
Si consideri un gas in equilibrio termodinamico con temperatura, pressione e volume noti. Se si fanno variare il volume e la pressione, mantenendo però costante la temperatura, si trova che le prime due grandezze non variano a caso, ma lo fanno in modo tale che il loro prodotto rimanga costante, ossia:
{\displaystyle \left(p\cdot V\right)_{T}=K},
cioè per una certa massa di gas a temperatura costante, le pressioni sono inversamente proporzionali ai volumi occupati. La curva nel piano cartesiano pressione-volume che ha per equazione l'equazione sopra riportata è un'iperbole equilatera. La legge di Boyle è una legge limite, vale cioè con buona approssimazione, non in modo assoluto per tutti i gas. Un gas perfetto o gas ideale che segua perfettamente la legge di Boyle non esiste. Le deviazioni dei gas reali dal comportamento del gas perfetto sono piccole per un gas che si trovi a bassa pressione e a una temperatura nettamente al di sopra di quella di liquefazione.
Una variazione del volume e della pressione che lasci invariata la temperatura è detta trasformazione isoterma.

### Legge isobara (o prima legge di Gay-Lussac)
La legge isobara (comp. del greco ἴσος, ìsos, «uguale» e βάρος, bàros, «peso», qui «pressione») afferma che un gas perfetto che alla temperatura di 0 °C occupa un volume {\displaystyle V_{0}} e che viene riscaldato mantenendo costante la pressione occupa alla temperatura {\displaystyle T} un volume {\displaystyle V_{T}} espresso dalla legge:
{\displaystyle V_{T}=V_{0}\cdot \left(1+\alpha _{0}\cdot T\right)}
in cui {\displaystyle V_{0}} è il volume occupato dal gas a 0 °C (ovvero 273,15 K) e {\displaystyle \alpha _{0}} è pari a 1/273,15 ed è chiamato coefficiente di dilatazione termica. La temperatura è espressa in gradi Celsius. La trasformazione isobara avviene a pressione costante, mentre si ha una variazione del volume e della temperatura. Tale trasformazione nel piano di Clapeyron è rappresentata da un segmento parallelo all'asse dei volumi. Quindi la variazione di volume che subisce un gas per la variazione di temperatura di ogni grado Celsius ammonta a 1/273 del volume che il gas occupa a 0 °C, ed è esprimibile come:
{\displaystyle {\frac {V}{T}}=cost},
che sottolinea come il rapporto tra volume occupato e pressione rimanga costante in ogni istante della trasformazione.

### Legge isocora (o seconda legge di Gay-Lussac)
La legge isocora (comp. del greco ἴσος, ìsos, «uguale» e χώρα, còra, «spazio», qui «volume») afferma che un gas perfetto che alla temperatura di 0 °C ha una pressione {\displaystyle p_{0}} e che viene scaldato mantenendo costante il volume si trova, alla temperatura {\displaystyle T}, a una pressione {\displaystyle p_{T}} espressa dalla legge:
{\displaystyle p_{T}=p_{0}\cdot \left(1+\alpha _{0}\cdot T\right)}
La trasformazione isocora è una variazione della pressione e della temperatura a volume costante; è rappresentata nel piano di Clapeyron da un segmento parallelo all'asse delle pressioni e può essere espressa mediante la relazione:
{\displaystyle {\frac {p}{T}}=cost},
che esprime in questo caso come durante la trasformazione il rapporto tra pressione del gas e sua temperatura rimanga costante.

## I gas reali
Un tentativo di produrre un'equazione che descriva il comportamento dei gas in modo più realistico è rappresentato dall'equazione dei gas reali. Le correzioni apportate all'equazione dei gas perfetti sono due: si tiene conto del volume proprio delle molecole, che non sono quindi più considerate puntiformi, e si considerano le interazioni tra molecole che venivano trascurate nel caso dei gas perfetti.
La prima correzione ha l'effetto di rendere non indefinitamente comprimibile il gas; il suo riscontro empirico è la liquefazione cui vanno soggetti i gas reali se compressi (e raffreddati) a sufficienza.
L'altra correzione fa sì che i gas reali non si espandano infinitamente ma arrivino a un punto in cui non possono occupare più volume (questo perché tra gli atomi si stabilisce una forza molto piccola, dovuta alla variazione casuale delle cariche elettrostatiche nelle singole molecole, chiamata forza di van der Waals).
Per questo la legge dei gas perfetti non fornisce risultati accurati nel caso di gas reali, soprattutto in condizioni di bassa temperatura e/o alta pressione, mentre diventa più precisa in caso di gas rarefatti, ad alta temperatura e a bassa pressione, cioè quando forze intermolecolari e volume molecolare diventano trascurabili.
L'equazione dei gas reali si può ricostruire tenendo quindi conto del fatto che il volume a disposizione del gas sarà (V - nb), dove b è il volume occupato dalle molecole per quantità di sostanza e n è la quantità di gas considerata, e la pressione sarà invece corretta di un fattore a/V2 che tiene conto delle forze di attrazione fra atomi.
Dunque l'equazione, detta anche equazione di Van der Waals, risulta::
{\displaystyle \left(P+n^{2}\cdot {\frac {a}{V^{2}}}\right)\cdot \left(V-nb\right)=nRT}.
Questa equazione non è valida in ogni caso, ma solo in particolari condizioni, ma è molto importante in quanto si può identificare all'interno di essa un significato fisico. Un'equazione che invece ci dà un'esatta visione dello stato del gas reale è l'equazione del viriale (di cui si parla più specificamente alla voce equazione di stato).